# 1986年の韓国シリーズ
1986年の韓国シリーズ

## 概要
1986年の韓国シリーズは前、後期リーグともに2位のヘテ・タイガースと前期リーグ勝者でプレイオフを勝ち上がった三星ライオンズの間で10月19日から2-2-3の7戦4勝制で行われ、ヘテ・タイガースが4勝1敗で優勝した。
前年の1985年が三星ライオンズの前後期統合優勝で韓国シリーズがなくなったのを受けて、この年からはいかなる場合でも韓国シリーズは行われるように制度が改正された。前期リーグの勝者が三星ライオンズ、後期リーグの勝者がOBベアーズで、三星ライオンズが年間成績で1位だったため、従来のルール通りなら両者の間で韓国シリーズが行われるところだったが、新しいルールによって、年間成績は2位でありながら、前後期どちらも優勝できなかったヘテ・タイガースが前後期ともに2位で韓国シリーズに直行。各期の勝者である三星とOBは韓国シリーズの残り1枠を巡って、プレイオフで対決する羽目になった。
韓国プロ野球では、この年からプレイオフが開催された。プレイオフの制度が導入されたのは前年の1985年からだったが、三星の統合優勝でプレイオフはおろか、韓国シリーズさえ消滅になり、実質的にこの年が、プレイオフ導入の初年度であり、以後プレイオフが行われなかった年はなかった。

プレイオフではOBベアーズが先に2勝1敗と王手をかけながら三星が残り4、5戦をものにして韓国シリーズ進出を決めた。
2年ぶりに再開された韓国シリーズでは、どちらもすでに優勝の経験があったので、どちらが勝っても2度目の優勝というところだった。シリーズ前の予想は、宣銅烈という絶対的なエースを持っているヘテが投手力で優位ということで、総合的にヘテの方が一枚上という見方が支配的だった。また、年間の対戦成績でもヘテが11勝6敗1分けで勝ち越していた。
しかし、ヘテはこのシリーズで、エース宣銅烈より公式戦では故障で出番が少なかった新人の左腕、金正洙（キム・ジョンス）の活躍が目立った。金正洙はこのシリーズで、宣銅烈の代わりにエースの役割を果たし、3勝をあげてシリーズMVPを受賞した。期待度が低かった新人投手の活躍はヘテとしてはうれしい誤算で、金正洙はこの後も韓国シリーズで4勝を追加して、個人通算シリーズ7勝で、2008年の現在までも韓国シリーズ通算最多勝利の記録を持って、「シリーズ男｣として名声を築くことになる。
その反面、三星は予想もしなかった金正洙の活躍に加え、ヘテ打線の粘りに苦戦して、負けた4試合がすべて逆転負けだった。特に、第1戦と4戦は9回までリードしながら、同点に追いつかれて延長で落として、投手陣で絶対的なストッパーの不在を痛感した。なお、本拠地大邱で開かれた第4戦では、延長戦での逆転負けで本拠地で王手をかけられて興奮したファンが暴動を起こし、ヘテ球団の選手用バスに放火して全焼させる事態まで至った。幸い、バスは駐車中で誰も乗っていなかったので、人命事故にはならなかった。

三星では、右のエースの金始眞（キム・シジン）が、2敗で終わった前回の1984年のシリーズに続いて、この年も1勝もできず3敗だけに終わり、シリーズ敗退の戦犯扱いされた。金始眞は、この後もシリーズで2敗を追加するにとどまり、レギュラー・シーズンでは見事な活躍を見せながら、韓国シリーズでは通算0勝7敗と「逆シリーズ男」として金正洙とは好対照を見せた。また、第2戦で勝利投手となった左のエースである金日融（キム・イリュン）が故障で登板が制限されたのも痛いところだった。
この年の優勝で、ヘテ・タイガースは2度の優勝を記録する最初の球団になった。また、これが今までも韓国記録として残っている4年連続韓国シリーズ制覇の出発点となった。一方、三星は前年統合優勝でチャンピオンになったにも、韓国シリーズではプロ野球創設5年目で早くも3度の敗退で、この後も上位クラスの成績を維持しながら、優勝には失敗し、韓国シリーズでの失敗が次第にトラウマ化されていくことになった。
| ステージ     | 勝利チーム                           | 成績   | 星取表 | 敗戦チーム                      |
| ------------ | ------------------------------------ | ------ | ------ | ------------------------------- |
| プレーオフ   | 三星ライオンズ（前期リーグ1位）      | 3勝2敗 | ○●●○○  | OBベアーズ（後期リーグ1位）     |
| 韓国シリーズ | ヘテ・タイガース（前期2位、後期2位） | 4勝1敗 | ○●○○○  | 三星ライオンズ（前期リーグ1位） |

## プレイオフ

### 第1戦　10月11日・大邱市民運動場野球場
|                | 1 | 2 | 3 | 4 | 5 | 6 | 7 | 8 | 9 | R |
| -------------- | - | - | - | - | - | - | - | - | - | - |
| OBベアーズ     | 0 | 0 | 0 | 0 | 0 | 0 | 0 | 0 | 0 | 0 |
| 三星ライオンズ | 1 | 0 | 0 | 0 | 0 | 0 | 0 | 0 | X | 1 |

1. 勝利：金日融（キム・イリュン、1-0）
2. 敗戦：朴魯俊（パク・ノジュン、0-1）

### 第2戦　10月12日・大邱市民運動場野球場
|                | 1 | 2 | 3 | 4 | 5 | 6 | 7 | 8 | 9 | R |
| -------------- | - | - | - | - | - | - | - | - | - | - |
| OBベアーズ     | 1 | 0 | 1 | 0 | 3 | 0 | 0 | 0 | 0 | 5 |
| 三星ライオンズ | 1 | 0 | 0 | 0 | 2 | 0 | 0 | 0 | 0 | 3 |

1. 勝利：張浩淵（チャン・ホヨン、1-0）
2. セーブ：崔一彦（チェ・イロン、0-0-1s）
3. 敗戦：権永浩（クォン・ヨンホ、0-1）
4. 本塁打
OB：李鍾道（イ・ジョンド、5回表、2ラン）

### 第3戦　10月15日・蚕室野球場
|                | 1 | 2 | 3 | 4 | 5 | 6 | 7 | 8 | 9 | R |
| -------------- | - | - | - | - | - | - | - | - | - | - |
| 三星ライオンズ | 0 | 0 | 0 | 0 | 0 | 0 | 0 | 0 | 0 | 0 |
| OBベアーズ     | 0 | 1 | 0 | 0 | 0 | 0 | 1 | 0 | X | 2 |

1. 勝利：崔一彦（1-0-1s）
2. 敗戦：金始眞（キム・シジン、0-1）

### 第4戦　10月16日・蚕室野球場
|                | 1 | 2 | 3 | 4 | 5 | 6 | 7 | 8 | 9 | R |
| -------------- | - | - | - | - | - | - | - | - | - | - |
| 三星ライオンズ | 0 | 1 | 0 | 0 | 0 | 0 | 0 | 0 | 1 | 2 |
| OBベアーズ     | 1 | 0 | 0 | 0 | 0 | 0 | 0 | 0 | 0 | 1 |

1. 勝利：金日融（2-0）
2. 敗戦：張浩淵（1-1）

### 第5戦　10月17日・蚕室野球場
|                | 1 | 2 | 3 | 4 | 5 | 6 | 7 | 8 | 9 | R |
| -------------- | - | - | - | - | - | - | - | - | - | - |
| 三星ライオンズ | 1 | 0 | 0 | 2 | 1 | 0 | 2 | 0 | 1 | 7 |
| OBベアーズ     | 0 | 2 | 0 | 0 | 1 | 0 | 0 | 0 | 0 | 3 |

1. 勝利：権永浩（1-1）
2. 敗戦：朴魯俊（0-2）
3. 本塁打
三星：李海昌（イ・ヘチャン、4回表、ソロ）、張孝祚（チャン・ヒョジョ、7回表、ソロ）

- 三星ライオンズが3勝2敗で韓国シリーズ進出

## 韓国シリーズ

### 第1戦　10月19日・光州無等総合競技場野球場
|                  | 1 | 2 | 3 | 4 | 5 | 6 | 7 | 8 | 9 | 10 | 11 | R |
| ---------------- | - | - | - | - | - | - | - | - | - | -- | -- | - |
| 三星ライオンズ   | 0 | 0 | 0 | 0 | 0 | 0 | 2 | 0 | 1 | 0  | 0  | 3 |
| ヘテ・タイガース | 0 | 0 | 0 | 0 | 0 | 0 | 0 | 1 | 2 | 0  | 1x | 4 |

1. 勝利：金正洙（キム・ジョンス、1-0）
2. 敗戦：金始眞（キム・シジン、0-1）
3. 本塁打
三星：金声来（キム・ソンレ、7回表、2ラン）

### 第2戦　10月20日・光州無等総合競技場野球場
|                  | 1 | 2 | 3 | 4 | 5 | 6 | 7 | 8 | 9 | R |
| ---------------- | - | - | - | - | - | - | - | - | - | - |
| 三星ライオンズ   | 1 | 0 | 0 | 0 | 0 | 0 | 1 | 0 | 0 | 2 |
| ヘテ・タイガース | 1 | 0 | 0 | 0 | 0 | 0 | 0 | 0 | 0 | 1 |

1. 勝利：金日融（キム・イリュン、1-0）
2. 敗戦：車東哲（チャ・ドンチョル、0-1）
3. 本塁打
ヘテ：金準桓（キム・ジュンファン、1回裏、ソロ）

### 第3戦　10月22日・大邱市民運動場野球場
|                  | 1 | 2 | 3 | 4 | 5 | 6 | 7 | 8 | 9 | R |
| ---------------- | - | - | - | - | - | - | - | - | - | - |
| ヘテ・タイガース | 0 | 3 | 0 | 0 | 0 | 0 | 3 | 0 | 0 | 6 |
| 三星ライオンズ   | 3 | 0 | 0 | 0 | 0 | 0 | 2 | 0 | 0 | 5 |

1. 勝利：金正洙（2-0）
2. セーブ：車東哲（0-1-1s）
3. 敗戦：金始眞（0-2）
4. 本塁打
ヘテ：金準桓（2回表、ソロ）、車栄華（チャ・ヨンファ、2回表、2ラン）
三星：金声来（1回裏、2ラン）

### 第4戦　10月23日・大邱市民運動場野球場
|                  | 1 | 2 | 3 | 4 | 5 | 6 | 7 | 8 | 9 | 10 | 11 | R |
| ---------------- | - | - | - | - | - | - | - | - | - | -- | -- | - |
| ヘテ・タイガース | 0 | 0 | 0 | 0 | 1 | 0 | 0 | 0 | 2 | 1  | 3  | 7 |
| 三星ライオンズ   | 0 | 0 | 0 | 0 | 0 | 2 | 0 | 1 | 0 | 1  | 0  | 4 |

1. 勝利：車東哲（1-1-1s）
2. セーブ：宣銅烈（0-0-1s）
3. 敗戦：陳桐漢（チン・ドンハン、0-1）
4. 本塁打
ヘテ：車栄華（5回表、ソロ）
三星：金声来（8回裏、ソロ）

### 第5戦　10月25日・蚕室野球場
|                  | 1 | 2 | 3 | 4 | 5 | 6 | 7 | 8 | 9 | R |
| ---------------- | - | - | - | - | - | - | - | - | - | - |
| 三星ライオンズ   | 2 | 0 | 0 | 0 | 0 | 0 | 0 | 0 | 0 | 2 |
| ヘテ・タイガース | 1 | 0 | 3 | 0 | 0 | 0 | 0 | 1 | X | 5 |

1. 勝利：金正洙（3-0）
2. 敗戦：金始眞（0-3）
3. 本塁打
三星：李萬洙（イ・マンス、1回表、ソロ）

- ヘテ・タイガースが4勝1敗で韓国シリーズ優勝
- MVP:金正洙（キム・ジョンス、投手、ヘテ）4試合登板、3勝、防御率2.45